# Kondenserad mjölk
Kondenserad mjölk eller kondensmjölk är mjölk där vatten har borttagits så att bara cirka 25 procent återstår, till exempel genom vakuumindunstning, varvid återstoden minskar i volym, blir brungul och tjocknar till en sirapsliknande konsistens. Den kondenserade mjölken förpackas i plåtburkar och blir då tämligen hållbar (minst 4–6 månader i rumstemperatur). Vid längre förvaring kan produkten fortfarande vara tjänlig som föda, men konsistens och smak kan ha förändrats.

## Historia

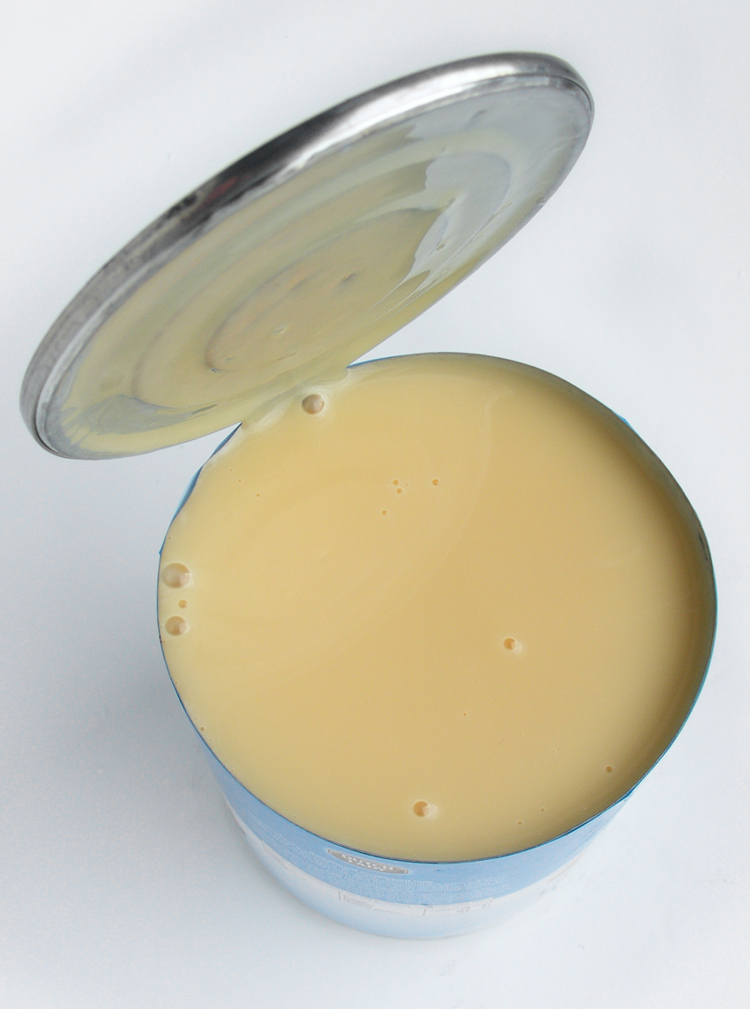
En burk kondensmjölk.

Redan 1792 hade ryssen Ivan Jerich idéer om kondenserad mjölk, och hans landsman, läkaren Osip Krichevskij lyckades 1802 förverkliga idéerna.
Amerikanen Gail Borden, Jr. gjorde 1852 en långresa på båt. På den tiden fanns inga medel att långtidsförvara mat med begränsad hållbarhet. På båtarna medförde man därför levande djur, som slaktades på båten efter behov. I det aktuella fallet hade de medförda korna blivit så sjösjuka att de inte kunde mjölkas. Under resan dog ett litet barn bland passagerarna, vilket antogs bero på bristen på mjölk. Gail Borden blev så tagen av detta att han började fundera på om det inte var möjligt att bevara mjölk en längre tid. Det var då han lär ha börjat tänka på möjligheterna att tillverka kondenserad mjölk. Om han kände till den ryska framgången eller inte förtäljer inte historien.
Hemkommen efter resan började Gail Borden experimentera med framställning av kondenserad mjölk och fick patent på sin metod 1856. Han hade emellertid konkurrens från John Megenberg, som 1885 visat hur man kunde förpacka kondenserad mjölk i plåtburkar.
1857 grundade Borden New York Condensed Milk Co. 1866 hade idéerna spritt sig till Europa, då Anglo-Swiss Condensed Milk Co öppnades i den schweiziska staden Cham.

## Varianter

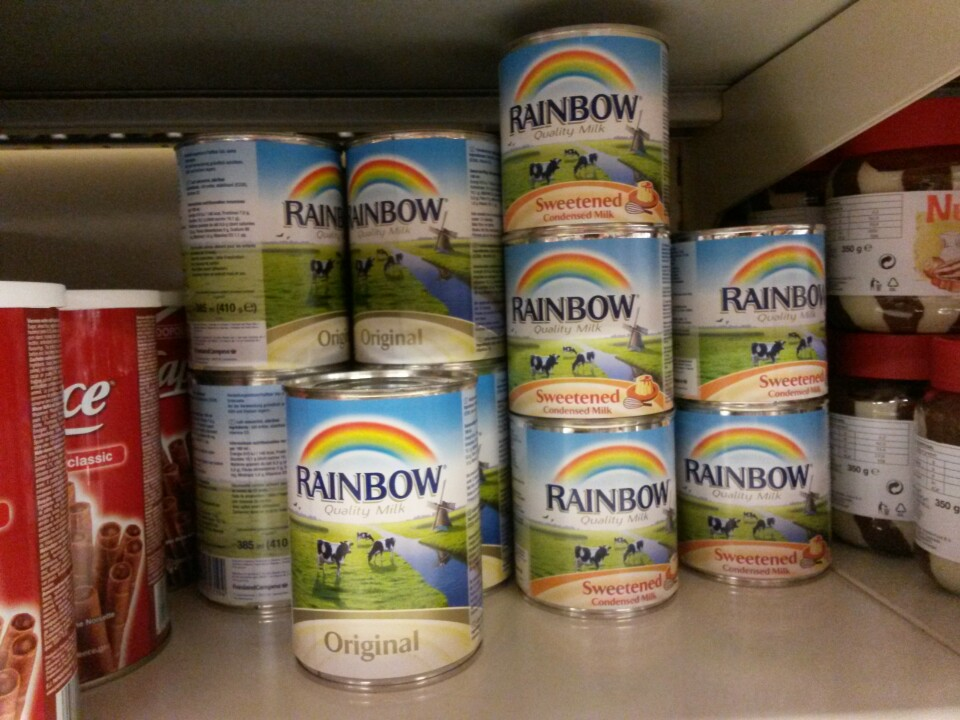
Indunstad mjölk och kondensmjölk sida vid sida.

Hållbarheten hos den först lanserade mjölkkondensatet säkerställdes genom att den sockrades kraftigt. Den färdiga produkten innehåller 40–45 % socker, och håller sig då utan sterilisering.
Numera finns även en osötad variant, men den måste steriliseras för att bli hållbar, vilket emellertid kan ge smakförändringar.
Den engelska benämningen Unsweetened Condensed Milk (osötad kondenserad mjölk), är lätt att förstå, men den är föråldrad. Det moderna uttrycket är Evaporated milk (indunstad mjölk eller evaporerad mjölk), som avser den sockerfria varianten, vilket är mindre lätt att förstå. Någon gång förekommer Preserved Milk vilket också avser sockerfri kondenserad mjölk.
Detta är något att hålla reda på för den med svenska som modersmål, som vill prova recept hämtade från någon engelskspråkig kokbok eller tidskrift. Väljer man fel sorts kondenserad mjölk blir resultatet misslyckat.
I dagens kondenserade mjölk kan en del tillsatser förekomma, till exempel vitaminer.
Kondenserad getmjölk lär vara ett alternativ vid vissa former av mjölkallergi.

## Användning
Det är viktigt att vid tillämpning av olika matrecept, där kondenserad mjölk ingår, hålla reda på om det ska vara den sockrade eller osockrade varianten. Om ingenting särskilt sägs om detta, kan man utgå från att det är den sockrade varianten som avses.
Kondenserad mjölk med tillsatt socker används främst i olika typer av desserter.
Vid användning spädes den kondenserade mjölken med den mängd vatten, som motsvarar det borttagna. Den rekonditionerade mjölken går att dricka, men smaken är något försämrad jämfört med färskmjölk. Kondenserad mjölk lämpar sig därför bäst till matlagning, där smakförändringen inte har någon betydelse. Enligt vissa matrecept kan man använda kondenserad mjölk som den är, utan att först behöva späda med vatten.
När burken väl öppnats är mjölken inte mer hållbar än vanlig färskmjölk.
Sedan tekniken att framställa torrmjölk i pulverform utvecklats, har den kondenserade mjölken fått minskad användning i Sverige. I början av 2000-talet är emellertid kondenserad mjölk fortfarande högaktuell i u-länder med primitiv mejerirörelse. Kommersiellt används kondenserad mjölk mycket även i I-länder som råvara vid framställning av många livsmedel.
EU har utfärdat kvalitetsbestämmelser för kondenserad mjölk och torrmjölk, vilket omsatts av Livsmedelsverket i förordning LIVSFS 2003:16 (H 154), reviderad så sent som 2007.

## Geografi
Världsproduktionen av kondenserad mjölk var 4 204 000 ton år 1996. De mest bidragande länderna var:
|                  | Ton       |
|                  |           |
| 1. USA           | 872 000   |
| 2. Tyskland      | 538 000   |
| 3. Nederländerna | 330 000   |
|                  |           |
| Summa            | 1 740 000 |